# Tito Balestra
(Tito Balestra, Diario di Casimiro Reis, in «La Piê» anno XV n° 7, pp. 151-153, Forlì, luglio 1946)
Tito Balestra (Longiano, 25 luglio 1923 – Longiano, 19 ottobre 1976) è stato un poeta e collezionista di opere d'arte italiano.

## Biografia
Tito Balestra nasce a Longiano, in Provincia di Forlì, il 25 luglio 1923, da Flaminio e Santa Urbini. Dopo le scuole elementari e le scuole medie (negli anni dell'adolescenza conosce Alfredo Panzini che incontra più volte in una delle sue fattorie), si iscrive all'Istituto Magistrale di Forlimpopoli dove, nel 1939, ottiene il diploma necessario per frequentare la Facoltà di Lingue all'Università di Venezia che, nel 1942, abbandona per la Facoltà di Magistero dell'Università di Urbino, senza arrivare a laurearsi. Durante il periodo universitario, tra il 1941 e il 1946, ha il tempo di impegnarsi nella lotta partigiana, guadagnandosi un "Certificato al Patriota" da parte del generale Harold Alexander, comandante in capo delle Armate Alleate in Italia; di essere prima assessore e poi, per due settimane, dal 17 al 30 marzo 1945, vicesindaco di Longiano, quando sindaco era il pittore, già presidente del locale Comitato di Liberazione Nazionale, Giovanni Sesto Menghi che, nell'agosto 1947, presenterà in catalogo per una mostra personale all'Hotel San Marco di Riccione; di stabilire rapporti epistolari con Giuseppe Raimondi, Alessandro Parronchi, Elio Vittorini, e di scrivere dei vagabondaggi nei luoghi della Romagna, dei suoi personaggi e delle sue ricchezze artistiche, su il Resto del Carlino, il Corriere Padano, Il Corriere Cesenate, Il Trebbo e La Piê.
Si trasferisce a Roma il 23 settembre 1946 per seguire, vincitore di una borsa di studio, i corsi del Cepas (Centro di Educazione Professionale per Assistenti Sociali, in piazza dei Cavalieri di Malta 2) diretti da Guido Calogero. Va ad abitare dagli zii, lui muratore e lei portiera, in via Castelfidardo 4. Uno dei primi atti del suo arrivo a Roma è la visita, a Villa Giulia, alla Galleria Nazionale d'Arte Moderna, della mostra Pittura francese d'oggi. Il 3 ottobre dello stesso anno, con un'opera di Mirko, Tanino Chiurazzi apre in via del Babuino 97, la Galleria "La Vetrina". Tramite l'amico bolognese Arnaldo Bartolini, avvocato, collezionista e poi Presidente dell'Istituto Ortopedico Rizzoli, già in contatto con Chiurazzi, entra nella Galleria di via del Babuino, diventa subito amico di Tanino e, di volta in volta, degli artisti, degli scrittori, dei collezionisti che a lui fanno capo, anche di quelli che arrivano da Firenze, da Bologna, da Genova, da Milano, da Messina, in più occasioni conosciuti nelle redazioni dei giornali: Alvaro, Bartolini, Bassani, Belli, Bilenchi, Bonuglia, Cassola, Comisso, Consagra, Cugurra, Dalla Chiesa, D'Arrigo, Delfini, De Libero, De Pisis, Della Ragione, Flaiano, Fratini, Gatto, Guttuso, Leoncillo, Longanesi, Maccari, Mafai, Mazzullo, Mezio, Moretti, Velso e Dora Mucci, Natta, Omiccioli, Aldo Palazzeschi, Pannunzio, Sandro Penna, Perilli, Pirro, Raimondi, Reale, Paolo Ricci, Sacripante, Sinisgalli, Sonego, Stradone, Tallarico, Tomea, Trombadori, Ungaretti, Valsecchi, Vicari, Vivaldi. Segue, negli incontri serali, spesso conclusi in trattoria, l'andamento della galleria, l'abbandono, da parte di Tanino, della formula della "vetrina" e la cura di vere mostre che gli permettono di conoscere a fondo l'opera degli artisti che comincia ad amare e a rivedere nei loro studi, in casa di Mario Socrate o di Peppino Mazzullo, nella Trattoria Menghi in via Flaminia, da Cesaretto in via della Croce, dal Bottaro in Porto di Ripetta, da Agustarello al Testaccio: Rosai (1948), Mafai (1949), Maccari (1949), Enotrio (1950), Tomea (1951), Manzù (1951), Morandi (1951), Vespignani (1951), Vangelli (1953), Guttuso (1953); si incuriosisce del Premio 8x10 de «La Fiera Letteraria», organizzato per costituire la collezione di Zavattini (luglio 1949). Tanino muore il 14 dicembre 1967. Con Rolando Canfora, Enzo Dalla Chiesa, Mino Maccari, Aldo Musacchio, Raffaella Pellizzi e Pepè Zanocco, cura il volumetto in ricordo di Tanino. Un periodo fondamentale della sua vita si chiude.
Intanto, dall'1 al 25 settembre 1947, ha compiuto il suo viaggio in Francia concluso con l'ultima settimana a Parigi dove, con Anna De Agazio, conosciuta al Cepas, già impegnata in un campo di lavoro a Le Chambon, ha trovato alloggio in Montparnasse; il 2 novembre 1948, ha ottenuto il diploma del Cepas e, subito dopo, è entrato nella redazione di Pattuglia, il Corriere dei giovani promosso dal PCI e diretto da Alfonso Gatto per pochi numeri, causa la cronica mancanza di fondi; ha collaborato, con poesie, racconti e recensioni, a Avanti!, La Fiera Letteraria Il Progresso d'Italia, L'Italia Socialista, L'Europa Socialista, Il Nuovo Corriere, Botteghe Oscure, Il Contemporaneo, Tempo Presente, Il Mondo, Il Caffè, Letteratura. Il 16 gennaio del 1956 si è sposato con Anna in Santa Maria sopra Minerva, Maccari e Tanino testimoni, ed è andato ad abitare in via della Macchia di Acqua Traversa 48 prima, in via Stresa 48 poi; nell'aprile del 1967 ha preparato il Catalogo Trimani. Vini e champagne. In luglio ha organizzato a Longiano la mostra di Maccari del quale, da tempo, quotidianamente, come aveva fatto con Vespignani, segue il lavoro nello studio, assistendo o partecipando alla nascita di cartelle (Poca vela!, Vivo di volata, Chi vuol baciar Teresa?, Chiama e rispondi, Il Godi Godi, Il Toccasana), riviste, almanacchi (L'antipatico fiorentino e quello romano), associazioni (Associazione Amatori d'Arte, Inchiostri Associati), fogli volanti e discussioni tra visitatori occasionali, questuanti e amici che si susseguono nelle stanze di via del Leoncino; tra il 25 e il 29 novembre 1968 ha partecipato, nel Centro di Produzione RAI di Torino, a una tavola rotonda tra scrittori e disegnatori umoristi. Proprio con la sigla de L'Arco Edizioni d'Arte esce, nel 1974, il suo primo libro, Se hai una montagna di neve tienila all'ombra, con sei acqueforti di Mino Maccari scelte in un «campionario» appositamente allestito. Nello stesso anno, Garzanti pubblica Quiproquo, con una nota di Attilio Bertolucci. I due volumi, il 7 novembre, vengono presentati a Roma, allo Studio Internazionale d'Arte Grafica L'Arco, da Attilio Bertolucci, Libero De Libero e Alfonso Gatto. Segue, nel 1975, sempre con L'Arco Edizioni d'Arte, Le gambe del serpente, undici poesie in cinquantadue esemplari stampati in occasione del suo cinquantaduesimo compleanno, e nel 1976, Oggetto: la via Emilia, con quattro acqueforti di Alberto Sughi.
Muore a Longiano il 19 ottobre 1976.
Dopo la morte di Tito, accogliendo il suo desiderio che la collezione non venisse smembrata, la famiglia ed alcuni amici, fra i quali, Giuseppe Appella, Enzo Dalla Chiesa, Mino Maccari, Gino Montesanto, Amelio Roccamonte, Vanni Scheiwiller, contribuirono affinché Anna Maria De Agazio, moglie di Tito, venisse rassicurata sul fatto che un progetto per mantenere unita la collezione ed eventualmente renderla pubblica fosse possibile. Nel giugno del 1982, ad opera della famiglia, venne inaugurata la costituenda Fondazione Tito Balestra a Longiano, in una moderna costruzione, in via Giovanni XXIII. Primo atto che porterà all'attuale Galleria d'arte moderna e contemporanea, oggi situata all'interno delle sale del castello malatestiano di Longiano.

## Archivio
L'archivio, Tito Balestra e Anna De Agazio sedimentatosi in maniera non strutturata in base a criteri individuali diversi nel tempo, è stato conservato, insieme alla ricchissima biblioteca, nella abitazione della moglie sino alla sua morte. Attualmente l'archivio  è  conservato presso la Fondazione Tito Balestra ed è costituito da documentazione di  vario genere (documentario, grafico, fotografico) commisto a nuclei documentari afferenti a soggetti produttori diversi: quello che può ascriversi alla coppia Tito Balestra - Anna De Agazio, quello relativo alla sola Anna De Agazio, e, infine, quello che documenta le iniziative di commemorazione, conservazione e promozione della memoria di Tito Balestra da parte degli eredi materiali e spirituali.  Il complesso documentario più consistente è costituito dalla documentazione prodotta da Tito Balestra, della quale è possibile individuare alcuni nuclei: corrispondenza; scritti; ritagli di giornale, opuscoli e altro materiale a stampa; fotografie e materiali grafici; documenti personali, certificati, cimeli e altri memorabilia. La corrispondenza, testimonianza della fitta rete di relazioni di Balestra con esponenti della letteratura e dell'arte italiana del secolo scorso, comprende anche le minute di corrispondenze da lui inviate, e gli eventuali originali o fotocopie, fatte pervenire alla Fondazione dallo stesso mittente o da i suoi eredi, la corrispondenza della moglie Anna precedente alla morte del marito.

## Opere

### Prime edizioni
- Se hai una montagna di neve tienila all'ombra, L'Arco Edizioni d'Arte, Roma, 1974; Garzanti, Milano, 1979
- Quiproquo, Garzanti, Milano, 1974
- Le gambe del serpente, L'Arco Edizioni d'Arte, Roma, 1975
- Oggetto: la via Emilia, L'Arco Edizioni d'Arte, Roma, 1976

### Raccolte
- Quiproquo. Se hai una montagna di neve tienila all’ombra, con una prefazione di Alberto Bertoni, La nave di Teseo, Milano, 2023